# FMOD
FMOD je komerční audioknihovna, která umožňuje přehrávat hudební počítačové soubory různých formátů na mnoha platformách. Jedná se o middleware který různým programům (v dnešní době zpravidla videohrám) zprostředkovává pomocí vysokoúrovňových programovacích rozhraní přístup k adaptivnímu ovládání zvukových systémů, například k přehrávání speciálních efektů a hudby a k jejich časování, překrývání a dalšímu zpracování (ozvěny, ekvalizér) ve skutečném čase. Ve hře tak může být například přehrávána skladba, která se může v závislosti na umístění postavičky dynamicky proměňovat (např. se může ztlumit jeden z hudebních nástrojů).

## Licencování
FMOD Studio je nyní vydáváno ve třech verzích:
- Indie - pro nezávislé vývojáře a malé týmy, zdarma pro vývojáře s obratem menším než 200 000 $ za rok a počátečním rozpočtem nižším než 500 000 $.[2] Tato verze je jinak řečeno volně dostupná pro vyzkoušení enginu a pro vydávání malých her a programů. V případě překročení obratu nebo rozpočtu je nutno uhradit poplatek 2 000 $ za vydání jedné videohry/produktu (titulu).
- Basic - pro středně velké týmy (rozpočet 500 000 - 1 500 000 $), poplatek 5 000 $ za vydaný titul.
- Premium - pro velké týmy (rozpočet vyšší než 1,5 milionu $), poplatek 15 000 $ za jeden titul.

Dříve FMOD existoval ve dvou verzích: FMOD Studio a zastaralý FMOD Ex. „Ex“ je označení pro sérii 4.x této knihovny. FMOD samotný odkazuje na verzi 3.75, která postrádá mnoho z podporovaných formátů/platforem prezentovaných v FMOD Ex. Nyní odkazuje na programy FMOD Studio - v němž se sestavují knihovna, hudba, nástroje, efekty a další zvuky dle libosti - a samotný engine používaný v programech. Mnoho herních a softwarových vývojářů používá FMOD k poskytnutí audiofunkcí pro jejich aplikace. Pro nekomerční využití je volná k použití, dříve museli komerční vývojáři zaplatit 3 000 $ za FMOD nebo 6 000 $ za FMOD Ex, dnešní ceník je uveden výše. V současnosti je uvolněna verze 2.02.

## Podporované platformy
FMOD Ex podporuje následující platformy:
- Microsoft Windows / Windows XP 64bitový
- Linux (32bitový i 64bitový)
- Macintosh OS 8/9/X
- Xbox
- Xbox 360
- Nintendo GameCube
- PlayStation 2
- PlayStation 3
- PlayStation Portable
- Wii

## Hry využívající FMOD
FMOD byl použit v mnoha na trhu velmi dobře umístěných hrách, zde je jejich částečný výčet:* 3D Ultra Minigolf
- Allods Online
- American Truck Simulator [3]
- Arcaea [4]
- Ashes Cricket 2009
- Assetto Corsa
- Audition Online
- Automation
- Batman: Arkham Asylum
- Battlestations: Pacific
- Bastion
- BeamNG.drive
- BioShock
- BioShock2
- Brütal Legend
- Bugsnax
- Carrion
- Castlevania: Lords of Shadow 2
- Celeste
- Clive Barker's Jericho
- Cortex Command
- Crossout
- Crysis
- Darkest Dungeon
- Darkfall
- Dark Souls
- Daymare 1998''
- DJ Hero
- De Blob
- Deus Ex: Human Revolution
- Diablo 3
- Dragon Age: Origins
- Dogfighter
- Dwarf Fortress
- Dying Light
- Euro Truck Simulator 2[5]
- Fall Guys: Ultimate Knockout
- Far Cry
- Fast & Furious Crossroads
- Final Fantasy X/X-2 HD Remaster
- Forts
- Forza Motorsport 2
- Forza Motorsport 3
- Guild Wars
- Guild Wars 2
- Guitar Hero III
- Guitar Hero: Aerosmith
- Guitar Hero: World Tour
- Geometry Dash
- Hades
- Halo 3
- Halo 3: ODST
- Halo: Reach
- Hard Reset
- Heavenly Sword
- Heroes of Newerth
- Hellgate: London
- Hitman: Absolution
- Hypercharge: Unboxed
- Impressive Title
- Impressive Title Returns
- Impressive Leone
- Into the Breach
- iRacing.com
- Jurassic Park: Operation Genesis
- Just Cause 2
- KartRider: Drift
- League of Legends (nahrazen Wwise po patchi 4.7)
- Lego Universe
- LittleBigPlanet
- Mechwarrior Online
- Metroid Prime 3
- Minecraft
- Minecraft: Story Mode
- Music Construction Set: Eleven
- My Hero Academia: The Strongest hero
- New Retro Arcade: Neon
- Natural Selection 2
- Need for Speed: Shift
- Nickelodeon Kart Racers
- Nicktoons Unite!
- Nicktoons: Across the Second Dimension
- Nicktoons: Battle for Volcano Island
- No More Room in Hell
- Noita
- Operation Flashpoint: Dragon Rising
- Orwell
- Path of Exile
- Patrick's Parabox
- Plants vs Zombies
- Planes the video game
- Planetary Annihilation[6]
- Project Cars 3
- Project Torque
- Pure
- Pyre
- Quake Champions
- Renegade Ops
- Reus
- Rise of Flight: The First Great Air War
- Roblox
- ROW Europe: Ruins Of War
- Ruiner
- Scrap Mechanic
- Second Life
- Shadowgrounds
- Shadowgrounds: Survivor
- Shantae and the Seven Sirens
- Shatter
- Shattered Horizon[7]
- Shovel Knight[8]
- Silent Hill: Shattered Memories
- SOMA (video game)
- Spelunky 2
- StarCraft II: Wings of Liberty
- Stargate Worlds
- Star Stable Online
- Star Trek Online
- Stranglehold
- Subnautica
- Super Motherload
- Sven Co-op
- The Forest
- theHunter: Call of The Wild
- The Jackbox Party Pack 7
- The Swapper
- TimeShift
- TNA iMPACT!
- Tom Clancy's Ghost Recon
- Tomb Raider: Underworld
- Tomb Raider
- Torchlight
- Torchlight III
- Transistor
- Trine
- Tropico 3
- The Walking Dead
- Unravel
- Vessel
- Viscerafest
- vSide
- War Thunder
- Warcraft III
- Where's My Perry
- Where's My Water?
- Where's My Water? 2
- Wobbly Life
- World of Subways
- World of Warcraft
- Worms W.M.D
- X-Plane
- You Don't Know Jack
- Zuma
- Cookie Run Kingdom

## Podporované formáty
FMOD Ex podporuje následující zvukové formáty:
- AIFF
- ASF
- ASX
- DLS
- FLAC
- FSB
- IT
- M3U
- MID
- MOD
- MP2
- MP3
- OGG
- PLS
- Raw
- S3M
- VAG
- WAV
- WAX
- WMA
- XM
- XMA